# Beishan (sockenhuvudort i Kina, Hunan)
Beishan (kinesiska: 北山, 聂家亭, 北山乡) är en sockenhuvudort i Kina. Den ligger i provinsen Hunan, i den södra delen av landet, omkring 220 kilometer sydväst om provinshuvudstaden Changsha. Antalet invånare är 37 074. Befolkningen består av 17 183 kvinnor och 19 891 män. Barn under 15 år utgör 21,0 %, vuxna 15-64 år 68 %, och äldre över 65 år 10,0 %.
Runt Beishan är det tätbefolkat, med 442 invånare per kvadratkilometer. Närmaste större samhälle är Sangesi, 13,3 km väster om Beishan. I omgivningarna runt Beishan växer huvudsakligen savannskog.
Genomsnittlig årsnederbörd är 1 620 millimeter. Den regnigaste månaden är maj, med i genomsnitt 246 mm nederbörd, och den torraste är oktober, med 50 mm nederbörd.